# Gmina Tarłów
Die Gmina Tarłów ist eine Landgemeinde im Powiat Opatowski der Woiwodschaft Heiligkreuz in Polen. Ihr Sitz ist das gleichnamige Dorf mit etwa 800 Einwohnern.

## Gliederung
Zur Landgemeinde (gmina wiejska) Tarłów gehören folgende Dörfer mit einem Schulzenamt (sołectwo):
Bronisławów
Brzozowa
Cegielnia
Ciszyca Dolna
Ciszyca Górna
Ciszyca Przewozowa
Ciszyca-Kolonia
Czekarzewice Drugie
Czekarzewice Pierwsze
Dąbrówka
Dorotka
Duranów
Hermanów
Jadwigów
Janów
Julianów
Kolonia Dąbrówka
Kozłówek
Leopoldów
Leśne Chałupy
Łubowa
Maksymów
Mieczysławów
Ostrów
Potoczek
Słupia Nadbrzeżna
Słupia Nadbrzeżna-Kolonia
Sulejów
Tadeuszów
Tarłów
Teofilów
Tomaszów
Wesołówka
Wólka Lipowa
Wólka Tarłowska
Zemborzyn Kościelny
Zemborzyn Pierwszy
Ein weiterer Ort der Gemeinde ist Potoczek-Kolonia.